# 宗教自由
宗教信仰自由或宗教自由是指一个人可以在一个社会中自由选择其宗教信仰和在这个社会中公开参加这个宗教信仰的仪式和传统，或者选择不信仰任何宗教，而不必担心受社会的迫害或歧视。
宗教自由也包括根据自己的判断放弃或改变自己的宗教信仰的自由。宗教自由的范围更广，还包含獨自或與他人一道、公開或私下敬拜的權利，以及參加宗教儀式、宗教活動和宗教傳道而無需擔心遭受政府或社會其他團體迫害的權利；另外一些宗教或信仰，尤其新宗教，可能會被人給定性為「邪教」；然而，被定性為邪教的信仰團體和正當宗教間通常沒有真正的區別，因此目前宗教学术界已開始摒弃使用「邪教」这个主观概念，取而代之的是不含贬义色彩的中性的「新興宗教」概念，而一些學者更認為「邪教」一詞是對於具有不同教條和儀式的團體的人身攻擊；換句話說，沒有「某某信仰是邪教」這回事，只要一個人不做傷天害理的事，那他所持有的任何信仰都一樣正當，沒有任何例外；而稱呼一個宗教或信仰為邪教，也常常成為宗教迫害的藉口。

## 現代定義及其來源
現代的宗教自由的定義的基礎是《公民權利和政治權利國際公約》的第十八條第一項：
人人有思想、良心和宗教自由的權利；此項權利包括改變他的宗教或信仰的自由，以及單獨或集體、公開或秘密地以教義、實踐、禮拜和戒律表示他的宗教或信仰的自由。
作為一份條約性的文件它在批准國內有法律的地位，因此現代的宗教自由是一個法律概念。這個概念的根源在於世俗主義民權與神權的分離：一個國家管理社會的總體，但它不介入每個人的信仰和政治觀念，它保障每個人自己建立自己的世界觀的權利。
歷史上各個國家和地區有過不同的類似於宗教自由的概念、條約和法律，但宗教自由作為一個國際性的人權概念是在20世紀中產生的。最初正式提出這個新概念的是美國總統富蘭克林·德拉諾·羅斯福。1941年他在美國國會上建議聯合國的成立的發言中提出了四個自由，其中包括「信仰自由」，後來被明確為宗教自由。而羅斯福將這個自由提高到這個地位則來自於美國《權利法案》和美國歷史上對宗教的一貫開放和自由的態度。

## 宗教自由的范围
所有人都有權利參加與某一宗教或信仰相關的敬拜或集會及建立和維護從事這些活動的場所。
保護全體公民宗教自由的政府，也更有可能保護實行宗教自由所需的其他權利，如言論自由和集會自由。
世界上大部分國家確認，必須尊重各宗教信仰的不同，政府的一個重要作用是保護宗教選擇自由，即便有得到確認的國教。民主國家的其他做法還包括：
- 不干涉宗教出版物、宗教教育或布道的內容。
- 尊重父母決定子女宗教教育的權利。
- 禁止煽動針對其他宗教的宗教暴力。
- 保護少數民族、宗教少數派和小語種人口。
- 允許人們享有與其宗教信仰相關的休息日和按其信仰慶祝宗教節日。
- 在不同宗教的成員就各種問題尋求共同點併合作解決全體人民面臨的各種挑戰的過程中，允許跨宗教運動蓬勃發展。
- 使政府和宗教負責人、非政府組織和新聞記者享有調查宗教迫害問題的自由。
- 尊重宗教組織自由參與公民社會和為社會作貢獻的權利──辦宗教學校、醫院和照顧老人以及進行其他有利於社會的項目和活動。[5]

## 20世纪前的历史

### 古希腊和古罗马
一般來說，歐洲古希臘和古羅馬的多神教國家對其他宗教比較寬容，虽然如此，瀆神罪在希腊和罗马都存在，对神不敬或甚至消遣，可能被流放或处死（比如蘇格拉底以此罪名被處死、亚里士多德以此罪名被流放）。塞琉古帝國征服巴勒斯坦後以武力實施強硬的種族淨化政策，強迫猶太人改信古希臘多神教，違者處死。羅馬帝國前基督教時代針對特定的宗教（如基督教、猶太教、摩尼教）發起官方迫害，對基督徒的官方迫害主要由尼祿、圖密善、奧理略、德西烏斯、瓦勒良、戴克里先等皇帝發起，此外更有地區性的迫害與來自社會上的誤解、歧視、私刑和污告。313年君士坦丁大帝發佈米蘭詔書宣布基督教合法，標誌著羅馬帝國的統治者對基督教從鎮壓和寬容相結合的政策轉為保護和利用的政策。但是君士坦丁大帝只是扶持基督宗教，但並沒有苛待包括多神信仰內在的其他合法宗教，也沒有限制他們擔任公共職務，甚至多次在敕令和法令中重申這一點。 他宣稱：「就讓那些受蒙蔽的人們享受和平吧，就讓每個人保有內心想要的東西吧！就讓誰也別折磨誰吧！」
君士坦丁大帝去世后，他的兒子君士坦丁二世積極企圖使基督教成為國教，在341年下令禁止異教徒的祭典，346年下令禁止到異教的廟宇參拜，352年更下令將參與異教祭典者處死。

### 欧洲中世纪
在西欧中世纪大部分时间里天主教是大多数国家的国教，除國教以外，外教一律禁止，很多時候把同一宗教的其他派別視為異端一并禁止，宗教迫害極其嚴重。犹太人也经常因为宗教的原因而受到迫害。
762年王朝的統治者曼蘇爾（al-Mansur，754-775年在位）在底格里斯河建立了巴格達城。曼蘇爾在巴格達的宮廷並不是以虔誠，而是以培養了相對學術化、世俗化和寬容的宗教氛圍而著名於世。
羅傑二世是西西里公爵（1105-1130）與國王（1130-1154），拒絕參加第二次十字軍東征，更願意統治眾多的阿拉伯人，並對穆斯林人表示寬容。他於1140年頒布法典，他的宮廷成為阿拉伯和西方學者的交流中心。羅傑二世用伊斯蘭固有的方式，對待不同宗教信仰的少數族群：對穆斯林與猶太教徒徵收額外的人頭稅，但仍然讓他們自己管理自己的事物，他頒布了新的法令，明確認可現有的宗教習俗和傳統，按照阿拉伯人的方針組織政府，提拔一些穆斯林家臣隨扈，讓他們擔任王國的要職。對現代人而言，羅傑二世的統治代表了中世紀和平共存（convivencia）的輝煌時刻，「convivencia」是西班牙語，意思是基督教徒、穆斯林和猶太人在同一君主統治下和平共存。一般人給他一個外號，稱他為「受洗的蘇丹」。
宗教改革后在天主教和新教国家间爆发了多次宗教战争。1555年的奥格斯堡和约中神圣罗马帝国皇帝查理五世第一次允许帝国内的领地统治者们自由选择他们自己的宗教。他们的臣民则随其君主选择其宗教。

### 中国
中國古代，原始宗教承認各種山川萬物的神靈巫術，具体信仰哪些神靈比較少拘束。夏商时期的宗教为原始多神教，与史前信仰并无本质区别，并不具备神道设教的特点和后世人为宗教的欺骗成分。例如《尚书·商书》中的“天命”实际上是指“祖宗之命（祖先神能舍弃自己的生命，也能保佑自己）”，而并无后世的“上天赐予和剥夺一个朝代兴亡的命运”的宿命论之意，殷墟甲骨文中的“帝”只是类似于战国时期荀子所说的“天行有常，不为尧存，不为桀亡”的“天”，商代只祭祀祖先神和自然神而只贞问“帝”却从不祭祀“帝”。西周时期开始产生了“天子”一称，从周武王开始设立专门的籍田祭祀天帝并将此作为周代商合法性的来由，用栗木建造土地神的神位来“使民战栗”，统治者强调“天命”，这些都属于神道设教的做法，即为了政治统治服务而设置宗教以愚民。秦汉至明清时期延续了周代统治者的一些做法，历朝历代都祭天和宣扬“天命”，并用谶纬、“天人合一”等附会的迷信方式来作为政权合法性的依据和预测未来。夏商周时期都存在人殉和杀战俘祭祀神灵的“人祭”现象，春秋时期以后雖然逐漸以木俑、陶俑等來代替人殉并减少人祭，但還是有河伯娶婦之類的地方性巫術信仰，在祭祀的時候奪走人命。
中国民间信仰始终有将各个宗教混在一起的趋势。自從西漢著名儒生董仲舒提出：「諸不在六藝之科孔子之術者，皆絕其道，勿使並進」，應該「罷黜百家，表章六經」，得到漢武帝的贊同後，儒家成為中國社會的統治思想，與忠孝等政治準則不符的宗教信仰全部要加以改動來適應中國社會；而部份的信仰可能被視為「淫祀」，甚而受到禁止。即使虔诚的佛教徒依然保持祭天、祭祖、祭拜民間神靈等信仰。《西遊記》中也說過“沒有不忠不孝的神仙”。作为中国本土宗教的道教的教義则比較寬鬆，对其它外来的宗教也比较宽容。
由政府主導比较著名的大规模的宗教迫害有三武一宗滅佛（北魏太武帝滅佛、北周武帝滅佛、唐武宗滅佛、后周世宗滅佛）。同时从教义和组织上有可能威胁到统治者地位的宗教也往往被打为邪教而受迫害，比如五斗米道、白莲教。
同时宗教斗争也有发生，佛道之争从民间一直延续到朝廷。
另外，雖然中國民間本身比较宽容，以及始终有将各个宗教混在一起的趋势，但是對於一些外来宗教，特別是西方宗教，產生抗拒的反應，如歧視甚至是實際迫害。例如在西林教案中，不少中國新教及天主教傳教士被清朝居民殺死；甚至是普通基督徒也不能倖免。

## 現代

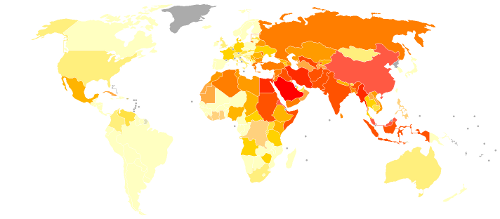
各國宗教自由程度（Pew Research Center study, 2009）
淺：對宗教自由沒有或很少限制，紅：對宗教自由極大限制，灰：沒有資料

現代社會特別是第二次世界大戰結束及聯合國成立後，世界人權宣言及公民權利和政治權利國際公約生效後規定保障各國的公民的宗教自由及言論自由，加入聯合國的國家，不少在自身的憲法上都加入保障宗教自由的條文。
大部分伊斯蘭教的國家規定以伊斯蘭教為國教，因此這些國家信仰其他除伊斯蘭教外其他宗教的信仰自由並不受到保障。無神論國家（有別於其他持不可知論或宗教中立的世俗國家）往往也對宗教信仰有很多的限制。

### 歐美

#### 美国
美国在《美国宪法第一修正案》中规定了美国政府“不能确立国教或禁止信教自由”，确立了政教分离与宗教自由的基本原则，代表在美国，宗教信仰是自由的，政府不能确立国教，此外，政府機構包括公立学校不能對特定宗教及組織進行推廣，例如政府部門在聖誕節期間，通常會擺設聖誕樹（现被认为不具宗教含义），但不會擺設具宗教含義的耶穌降生圖畫。
然而在2001年的9·11事件后，不少美国人对伊斯兰教出現恐懼，穆斯林的宗教自由被認為受干涉。智库“美国进步中心”发表的一份报告显示，2001年至2011年之间，美国有7个基金会斥资在美国煽动反穆斯林的仇恨，花费超过4200万美元。皮尤研究中心的研究数据表明，超过一半的美国穆斯林感覺自己受到美国情报机构的特别监控，其调查表示，超过四成的受访者称自己曾受过骚扰。而關於穆斯林可否在公共政府部門戴頭巾亦存在爭議，部分意見認為頭巾屬個人服飾，但亦有部分頭巾屬宗教服飾，配戴會讓人聯想服務特定的宗教，違反政教分离。
同时，存在著基督教恐怖主義极右武装团体如上帝军和三K党等。恐怖主义者發起的恐怖袭击偶有发生，2012年威斯康辛锡克庙枪杀案就是一个例子。

#### 法国
法国是宗教自由的国家。1789年法国大革命的《人权和公民权宣言》受美国《独立宣言》影响宣布法国公民享受信仰自由，但直到1905年法国方確立了政教分離。随着欧洲其它国家神权与民权的分离这个概念也渐渐在其它欧洲国家普及。
自1905年法国政府實行嚴格的政教分离法，法国政府在公共場合，包括公立學校及政府部門，禁止穿戴具有明显宗教标志的服饰。对穆斯林头巾、犹太教小帽、基督徒的大型十字架等做出了限制。
尤其在2002年后，法国政府对穆斯林表达宗教的权利作出了法律限制，包括禁止在公共场合戴蒙面头巾、罩袍，以及限制修建清真寺等。不少穆斯林以及人权组织认为这些政策侵犯了宗教自由。
美国国务院下属的美国宗教自由委员会于2013年发布的宗教自由报告中除了譴責被列入「關切國家名單」者包括中國、緬甸、厄利垂亞、伊朗、伊拉克、北韓、越南、沙烏地阿拉伯、奈及利亞、蘇丹、烏茲別克、土庫曼等國迫害宗教自由的罪行以及俄羅斯、敘利亞、阿富汗、白俄羅斯、塔吉克、巴基斯坦、索馬利亞、斯里蘭卡、寮國、埃及、古巴、孟加拉、委內瑞拉、印尼及印度及等國無法保障弱勢宗教團體的生存致使經常導致暴力、歧視與騷擾信徒等情事發生之外，亦指责法国在内的部分西欧国家为侵略性世俗主义，认为这些国家“主张的世俗主义非常有侵略性，置宗教信仰者于不安与艰难处境”，“这些限制将影响某些人，严重限制他们融入社会，还有个人受教育与受雇机会”，并引用《公民權利和政治權利國際公約》，称：“人人不仅拥有信仰宗教的权利，还有展示自己信仰的权利。包括单独或集体、公开或私密地以礼拜、戒律、实践和教义来表明他的宗教信仰。”指责法国在内的部分西欧国家违反《公民權利和政治權利國際公約》。并指出，宗教自由还包含一系列行为，例如修建礼拜的场所，展示宗教符号、斋戒、穿着有特色的服饰或头巾，参与有关的宗教仪式。人权组织大赦国际也指责法国的头巾禁令，并称在过去的时间里，很多穆斯林婦女都因為帶頭巾而失去工作機會。此外，人权观察也对法国限制宗教自由的行为进行过谴责。
歐洲人權法院在2014年7月1日終審判決法國政府禁止蒙面的法例合法，並不違反保障宗教自由。

#### 荷兰
荷兰政府在2011年立法禁止穆斯林妇女穿着蒙面罩袍，被人权组织认为侵犯了宗教自由。

### 亞洲

#### 韓國
現行《大韓民國憲法》第二十條規定，全體國民擁有宗教自由，國家沒有認定的國教，並規定政教分離。

#### 朝鲜民主主義人民共和國
在朝鲜，虽然《朝鲜民主主義人民共和國宪法》第66條说明：朝鲜人民可享有宗教自由；然而事實上，任何形式的宗教自由都不存在。朝鲜政府继续压制未经批准的宗教团体并严厉处理从事被认为是不可接受的宗教活动的人士。来自难民、叛逃者、传道者和非政府组织的报告指出在国内从事传教活动的人士以及与外国人或传教士有联系的人士被逮捕并受到严厉惩罚。难民和叛逃者称他们曾目击或听说近年来地下基督教会成员被逮捕并可能被判死刑。由于该国家无法进入，而且外国人无法获得及时的信息，相關的逮捕和死刑仍然很难量化。朝鮮只容許金日成的主體思想及個人崇拜。

#### 日本
江戶時代為了避免切支丹發動暴動，有檀家制度，規定每個人都必須信奉佛教的任一個宗派。戰後制定的《日本國憲法》第二十條規定，对任何人的宗教自由都给予保障。任何宗教团体都不得从国家接受特权或行使政治上的权利。对任何人都不得强制其参加宗教上的行为、庆祝典礼、仪式或活动。国家及其机关都不得进行宗教教育以及其他任何宗教活动。

#### 中華民國（台灣）
《中華民國憲法》第七條規定，中華民國人民，無分男女、宗教、種族、階級、黨派，在法律上一律平等。第十三條規定，人民有信仰宗教之自由。

#### 中華人民共和國（大陸）
《中华人民共和国宪法》第二章第三十六条规定：
中华人民共和国公民有宗教信仰自由。任何国家机关、社会团体和个人不得强制公民信仰宗教或者不信仰宗教，不得歧视信仰宗教的公民和不信仰宗教的公民。国家保护正常的宗教活动。任何人不得利用宗教进行破坏社会秩序、损害公民身体健康、妨碍国家教育制度的活动。宗教团体和宗教事务不受外国势力的支配。

从1980年代开始中华人民共和国境内的情况有部分好转，但中华人民共和国政府依舊採取包括對教義進行基於其政治需要的改動，加上憲法中宗教团体和宗教事务不受外国势力的支配等，形式上破壞宗教的完整性，這一點在基督教的態度上非常明顯。比如宪法中第36条的最后一节限制宗教组织不受外国势力的支配，正因如此，中华人民共和国政府並不承認位於天主教會任命主教的權力及認受性。第三节中“破坏社会秩序、损害公民身体健康、妨碍国家教育制度的活动”均是弹性非常大的描述方法。而且由於三自教會的觀念，導致中華人民共和國教會被分成天主教愛國會和家庭教會。
現代中國社會，由於政府在公共學校推行無神論教育，普遍中國民間都已經世俗化，沒有固定的宗教信仰，傳統意義上的祭祖等活動被官方認為是文化傳承，沒有被劃入宗教的範疇。近年來，隨著全球伊斯蘭極端主義活動的加劇，以及發生在中國大陸邊疆省份的極端伊斯蘭恐怖襲擊數量逐漸增多（詳見烏魯木齊七·五暴力事件），中国境内伊斯兰教阿拉伯化和极端化趋势有迅猛抬头的倾向，以漢族為主的中国民眾对于伊斯兰教的观感已经出现了恶化。
有學者認為，《中华人民共和国宪法》中的「宗教信仰自由」，並不是宗教信仰的表達自由，对宗教信仰自由没有给出明确的定义。事实上，宗教信仰自由不同于宗教自由，这是两个不同的概念。宗教信仰自由主要是在思想或私人領域，是指意识形态层面的；宗教自由则是宗教信仰的表达方式，包括宗教组织、活动场所、礼仪节庆等，属于社会实体层面。
無神論的共產黨不光是宗教界行政上的領導，也是思想上的領導，這是中國宗教自由面臨的真正困境。 各地寺廟組織僧侶學習領會黨的精神已成為經常性活動，宗教界也主動發出開展「愛黨愛國愛社會主義」主題教育的共同倡議。
以下為中國大陸限制宗教自由的一些具體案例：
- 2001年，新疆大学发布《关于禁止各类宗教活动和带有宗教色彩行为的暂行规定》，明确规定禁止教师员工和学生从事任何宗教活动和带有宗教色彩的行为，并规定了处罚措施。2006年《新疆大学学生纪律处分暂行办法》（试行）第30条规定：“根据国家和自治区有关法律法规规定，任何组织和个人不得在学校进行宗教活动。”[35]

- 习近平自2012年中共十八大出任总书记执掌政权后，宗教政策开始收紧。全國宗教工作會定製出中國對其宗教的緊縮，對華援助協會談及中國最近拆除千個以上的十字架，並試圖以法律限制中國人的宗教自由。[36]

- 2016年9月29日新疆维吾尔自治区通过了《新疆维吾尔自治区预防未成年人犯罪条例》其中第九条未成年人的父母或者其他监护人以及亲属不得“组织、诱导或强迫未成年人参加宗教活动”。[37]

- 《寒冬》得到一份詳述如何針對被列為邪教（「非正統教義」）的宗教團體展開迫害的機密文件，名為「關於《開展邪教問題排查整治工作方案》的通知」 。該文件稱，根據習近平的指示「反邪教工作是維護國家安全的一項重要工作，也是爭取人心的一項重要工作」，從2018年4月中旬至2019年1月將開展全面排查整治工作處理邪教問題。[38]

- 浙江省一份機密文件顯示，中共計劃投入資金58,600美元用於“學術研究”，以支持其打擊列入「邪教」（即「非正統教義」）名單的宗教團體，特別是法輪功、呼喊派以及全能神教會。[39]

- 《寒冬》收到來自中國黑龍江省和河南省的兩份內部文件的複印件，一份是黑龍江省高級人民法院於2018年5月15日下發的一份內部文件，名為「黑龍江省高級人民法院關於印發《全省法院2018年「掃黃打非」行動方案》的通知」。文件要求「全省法院要一如既往地……嚴厲打擊『三股勢力（暴力恐怖勢力、民族分裂勢力和宗教極端勢力）』」，並將韓國基督教定為「有害文化滲透」，與法輪功和全能神教會一起列為宗教極端勢力。另一份名為「095機密文件《河南省某市規範基督教事務專項行動實施方案》」中提到，要「嚴厲打擊境外滲透活動」，並要求「建立抵禦滲透的長效機制」，「對韓國基督教勢力滲透開展專案打擊」。[40]

- 河南省某市下發的一份名為《貫徹落實中央宗教工作督查自查方案》的機密文件。文件概述了該市宗教督查工作的具體內容，包括對天主教地下教會的打擊行動、網絡反宗教宣傳活動以及打擊涉外宗教活動。[41]

- 河北省邯鄲市某區宣傳部發布了一份文件。該文件稱地方當局從7月中旬至10月開展「百日會戰」行動，打擊地下天主教會。文件提到，「為提高宗教領域治理能力」，政府要全面管控地下天主教和基督教的發展。文件還要求各區、鄉鎮、村進一步加強情報信息搜集工作，以協助打擊宗教信仰，督導各政府部門對轄區內宗教活動進行深入排查，全面抵制國外宗教團體，並加強對地下天主教信徒的教育轉化工作。[42]

- 獲得河北省某市下發的一份名為《關於印發〈民族宗教工作考評辦法〉的通知》的內部文件，文件對控制高等院校師生宗教信仰問題作出了細節規定。文件禁止外籍教師和留學人員傳教或宣傳宗教思想，不許國內信教學生在同學間發展信徒、拉攏同學參加宗教活動，嚴防宗教思想通過報刊書籍、音像製品等途徑傳播。同時，文件還勒令地方當局清除教學機構內各類傳教點、與宗教有關的會所、宗教用品商店，並採取行動防止新建此類場所。[43]

- 9月底下發的名為《民族宗教工作考評辦法》的文件，將對宗教信仰的打擊項目量化為分數形式，作為考核當地黨政機關業績的標準。該辦法共列出了65項工作內容，按業績大小或重要程度加1至5分不等，若反宗教工作落實不力、信教群眾發展過快等則會減少積分。這份文件仍將打擊地下天主教列為重點工作，並明文規定對地下天主教活動要「發現一起，取締一起」，對舉行這些活動的場所，「發現一處，取締一處」。[44]

- 內蒙古自治區興安盟今年9月下發了一份紅頭文件。該文件概述了這些控制措施的實施方法：嚴格管理網絡宗教信息，充分發揮宗教網絡信息員作用，通過排查所有互聯網宗教活動，制定管控輿論的綜合方案。[45]

#### 香港特別行政區
《香港特別行政區基本法》第三十二條規定，香港居民有信仰的自由。香港居民有宗教信仰的自由，有公開傳教和舉行、參加宗教活動的自由。

#### 澳門特別行政區
《澳門特別行政區基本法》第三十二條規定，澳門居民有信仰的自由。澳門居民有宗教信仰的自由，有公開傳教和舉行、參加宗教活動的自由。

#### 马来西亚
《马来西亚联邦宪法》明定伊斯兰教是马来西亚联邦官方宗教，但联邦宪法第十一条同时明定其他宗教可以和平传播和国民宗教信仰自由的权利。但，不允许向伊斯兰教徒传教。与此同时，伊斯兰教徒不能自由更换宗教。

#### 印尼
印度尼西亞雖然大多數人為伊斯蘭教穆斯林，但在憲法上是一個世俗國家，印度尼西亞憲法保障宗教自由，但政府只允許六種官方認定為合法的宗教（伊斯蘭教、基督宗教、印度教、佛教和儒教）。印尼法律規定，每個印尼公民持有的證件，宗教欄位上必填上這六個宗教之一，印度尼西亞政府因為反共，不允許無神論，也不承認不可知論，褻瀆神是不合法的。

#### 沙特阿拉伯
沙特阿拉伯不承認宗教信仰自由，並禁止公開進行伊斯蘭教以外的其他宗教的活動。沙特阿拉伯政府对未能遵循政府对伊斯兰教的解释的穆斯林加以政治、经济、法律、社会和宗教的歧视。一些非穆斯林面临骚扰、拘留和死亡。沙特阿拉伯修改了一些教科书，但阿拉伯语和宗教教科书仍然包括了公然不容忍犹太人和基督徒的陈述，并引用了暗示不容忍什叶派和苏菲派穆斯林和其他宗教团体的典故。沙特阿拉伯禁止穆斯林改變信仰，違反者可被判死刑，但是自1992年起未有人已被證實因為退教而被處死。

## 外部連結
- Religion and Foreign Policy Initiative 美國國會圖書館的存檔，存档日期2009-09-16, Council on Foreign Relations.
- The Complexity of Religion and the Definition of "Religion" in International Law Harvard Human Rights Journal article from the President and Fellows of Harvard College (2003)
- Human Rights Brief No. 3, Freedom Of Religion and Belief Australian Human Rights and Equal Opportunity Commission (HREOC)
- U.S. State Department country reports
- Institute for Global Engagement （页面存档备份，存于）
- Institute for Religious Freedom （页面存档备份，存于）
- Universal Declaration of Human Rights （页面存档备份，存于）
- Religious Freedom and the Constitution by Christopher L. Eisgruber, Lawrence G. Sager （页面存档备份，存于）
- Religious Freedom Publications and Resources from the Anti-Defamation League （页面存档备份，存于）
- What is Freedom of Religion? booklet （页面存档备份，存于）
- Religious Freedom Resources from Mormon Newsroom （页面存档备份，存于）

template:Christianity and politics